# تروميلو (بافيا)
تروميلو (بالإيطالية: Tromello)‏ هي بلدة تقع في مقاطعة بافيا بإقليم لومبارديا في شمال إيطاليا. تبلغ مساحة هذه المدينة 35.2 (كم²)، وترتفع عن سطح البحر 97 م، بلغ عدد سكانها 3561 نسمة في عام 2004 حسب إحصاء المعهد الوطني للإحصاء.

## السكان
في سنة 1861 بلغ عدد السكان 3٬501 نسمة، وتطور العدد ليصل في سنة 2011 لـ 3٬828 نسمة.
يظهر هذا المخطط البياني تطور النمو السكاني لـ تروميلو (بافيا)